# Placostylus bivaricosus
Placostylus bivaricosus är en snäckart som först beskrevs av Gaskoin 1855.  Placostylus bivaricosus ingår i släktet Placostylus och familjen Bulimulidae. IUCN kategoriserar arten globalt som akut hotad. Inga underarter finns listade i Catalogue of Life.